# Ruby Tuesday
Ruby Tuesday is een nummer van The Rolling Stones uit 1967. Het is de B-kant van "Let's Spend the Night Together".
Volgens Keith Richards gaat het nummer over zijn vriendin in de jaren '60, Linda Keith. Richards schreef het nummer begin 1966 in een hotel in Los Angeles. "Ruby Tuesday" werd een grote hit. Het haalde de 3e positie in het Verenigd Koninkrijk, en de 2e in zowel de Nederlandse Top 40 als de Vlaamse Radio 2 Top 30.

## Covers
Het nummer is vele malen gecoverd. In Nederland deed de coverversie van Rod Stewart, uit 1993, het het best in de hitlijsten. Deze versie bereikte een bescheiden 26e positie in de Nederlandse Top 40. In het Verenigd Koninkrijk bereikte deze versie nummer 11. Een andere bekende coverversie is uit 1970, van Melanie Safka, bekend als "Melanie".

## Hitnoteringen

### NPO Radio 2 Top 2000
| Nummers met noteringen in de NPO Radio 2 Top 2000 | '99 | '00 | '01 | '02 | '03 | '04 | '05  | '06  | '07  | '08  | '09  | '10  | '11  | '12  | '13  | '14 | '15 | '16  | '17 | '18  | '19  | '20  | '21  | '22  | '23  | '24 |
| ------------------------------------------------- | --- | --- | --- | --- | --- | --- | ---- | ---- | ---- | ---- | ---- | ---- | ---- | ---- | ---- | --- | --- | ---- | --- | ---- | ---- | ---- | ---- | ---- | ---- | --- |
| Ruby Tuesday (The Rolling Stones)                 | 440 | 335 | 480 | 446 | 375 | 492 | 561  | 525  | 789  | 544  | 609  | 546  | 841  | 838  | 737  | 835 | 919 | 1004 | 873 | 1128 | 1078 | 1164 | 1241 | 1301 | 1340 | 975 |
| Ruby Tuesday (Melanie Safka)                      | -   | -   | -   | -   | -   | -   | 1681 | 1283 | 1445 | 1790 | 1471 | 1574 | 1654 | 1755 | 1804 | -   | -   | -    | -   | -    | -    | -    | -    | -    | -    | -   |

1. ↑  Een '-' betekent dat het nummer niet was genoteerd en een vetgedrukt getal geeft de hoogste notering van een nummer aan.

### Evergreen Top 1000
| Evergreen Top 1000 "Ruby Tuesday - The Rolling Stones" | Evergreen Top 1000 "Ruby Tuesday - The Rolling Stones" | Evergreen Top 1000 "Ruby Tuesday - The Rolling Stones" | Evergreen Top 1000 "Ruby Tuesday - The Rolling Stones" | Evergreen Top 1000 "Ruby Tuesday - The Rolling Stones" | Evergreen Top 1000 "Ruby Tuesday - The Rolling Stones" | Evergreen Top 1000 "Ruby Tuesday - The Rolling Stones" | Evergreen Top 1000 "Ruby Tuesday - The Rolling Stones" | Evergreen Top 1000 "Ruby Tuesday - The Rolling Stones" | Evergreen Top 1000 "Ruby Tuesday - The Rolling Stones" | Evergreen Top 1000 "Ruby Tuesday - The Rolling Stones" | Evergreen Top 1000 "Ruby Tuesday - The Rolling Stones" | Evergreen Top 1000 "Ruby Tuesday - The Rolling Stones" | Evergreen Top 1000 "Ruby Tuesday - The Rolling Stones" | Evergreen Top 1000 "Ruby Tuesday - The Rolling Stones" | Evergreen Top 1000 "Ruby Tuesday - The Rolling Stones" | Evergreen Top 1000 "Ruby Tuesday - The Rolling Stones" |
| Jaar                                                   | 2008                                                   | 2009                                                   | 2010                                                   | 2011                                                   | 2012                                                   | 2013                                                   | 2014                                                   | 2015                                                   | 2016                                                   | 2017                                                   | 2018                                                   | 2019                                                   | 2020                                                   | 2021                                                   | 2022                                                   | 2023                                                   |
| ------------------------------------------------------ | ------------------------------------------------------ | ------------------------------------------------------ | ------------------------------------------------------ | ------------------------------------------------------ | ------------------------------------------------------ | ------------------------------------------------------ | ------------------------------------------------------ | ------------------------------------------------------ | ------------------------------------------------------ | ------------------------------------------------------ | ------------------------------------------------------ | ------------------------------------------------------ | ------------------------------------------------------ | ------------------------------------------------------ | ------------------------------------------------------ | ------------------------------------------------------ |
| Positie                                                | -                                                      | -                                                      | -                                                      | -                                                      | -                                                      | 189                                                    | 170                                                    | 205                                                    | 277                                                    | 266                                                    | 395                                                    | 220                                                    | 250                                                    | 299                                                    | 345                                                    | 358                                                    |